# Isidor Heller
Isidor Heller (ur. 5 maja 1816 w Mladá Boleslav (Jungbunzlau), zm. 29 grudnia 1879 w Arco w Tyrolu) – austriacki dziennikarz, poeta i prozaik żydowskiego pochodzenia.

## Życiorys
Uczęszczał do jesziwy oraz do szkoły świeckiej. Miał zostać rabinem.
W wieku 16 lat po doświadczeniach z niemiecką literaturą klasyczną, odwrócił się od wiary i opuścił miasto rodzinne. Wyjechał do Pragi, gdzie uczęszczał do gimnazjum i krótko na Uniwersytet Praski.
W 1837 roku przeniósł się do Francji, do miasta Nancy z zamiarem dołączenia do Legii Cudzoziemskiej, dla uzyskania obywatelstwa francuskiego w zamian za pięcioletnia służbę wojskową. W tym okresie Francja była kojarzona z wolnością i swobodą.
W 1838 roku, po bezskutecznej próbie zaciągnięcia się do Legii Cudzoziemskiej, powrócił na Uniwersytet Praski. Działał w stowarzyszeniu poetów języka niemieckiego, pochodzenia czeskiego. Pracował jako pedagog dla bogatej rodziny żydowskiej.
Swoje pierwsze dzieła, między innymi Der erste April, publikował w nowo powstałym magazynie „Ost und West” (Wschód i Zachód) w 1838 roku.
Na początku lat 40. XX wieku mieszkał w Wiedniu. W 1846 r. przeniósł się do Pesztu, gdzie redagował czasopismo „Der Ungar” (Węgier). W 1847 r. zrezygnował ze stanowiska redaktora i przeniósł się do Lipska, gdzie publikował artykuły o charakterze politycznym w czasopiśmie „Europa” należącym do Gustava Kuhnesa. W 1848 r. powrócił do Budapesztu, gdzie został redaktorem „Die Morgenrothe”.
Po publikacji artykułów krytykujących politykę węgierską wobec innych narodowości, został zmuszony do opuszczenia kraju.
W Berlinie mieszkał od 1849 r. do 1852, w którym to roku został kolejny raz zmuszony do opuszczenia kraju po publikacji Sendschreiben eines Oesterrichers an die deutsche Nation. W publikacji tej określił Prusy jako przeszkodę dla jedności Niemiec.
W latach 1852–1855 był osobistym sekretarzem austriackiego ministra Karla Ludwiga von Brucka, któremu towarzyszył w podróży do Konstantynopola.
Po powrocie do Wiednia założył dziennik polityczny „Der Fortschritt”, był także współzałożycielem „Neues Fremdenblatt” (1864 r.). W latach 1872–1873 redagował „Österreichische Bürgerzeitung: Wochenschrift für alle Fragen und Interessen”.
Choroba uniemożliwiła mu dalszą aktywność, resztę życia spędził w odosobnieniu.
Studia w środowisku nieżydowskim, kontakty z kulturą chrześcijańską oraz świeckie wykształcenie doprowadziły Hellera do odejścia od świata tradycji żydowskiej. Podczas pobytu na Węgrzech Heller zmienił wyznanie, przeszedł na protestantyzm. Zainteresowany różnymi problemami społecznymi i politycznymi publikował pod swoim nazwiskiem. Co skutkowało częstymi zmianami adresu zamieszkania, oraz częstą zmianą miejsca i stanowiska pracy.
Krytyczny wobec swoich dzieł nie zdecydował się na ich ponowne wznowienie.
Jego najsłynniejsze dzieła to Die Alliierten der Reaction; Der erste April; Der Schauspieler; Der Gang durch Prag oraz Die Reaction.
Isidor Heller zmarł 19 grudnia 1879 r. w Arco w Tyrolu.